# George Karlaftis
George Matthew Karlaftis, né le 3 avril 2001, à Athènes en Grèce, est un joueur professionnel grec de football américain évoluant au poste de defensive end pour les Chiefs de Kansas City dans la National Football League (NFL).

## Biographie
Durant son enfance en Grèce, il pratique l'athlétisme, le basket-ball, le football ainsi que le water-polo, intégrant même pour ce sport, l'équipe nationale grecque. Karlaftis et sa famille déménagent dans l'Indiana aux États-Unis alors qu'il est âgé de 13 ans.
Au lycée, il pratique le football américainqu'il poursuit au niveau universitaire pendant trois saisons avec les Boilermakers de l'université Purdue, lesquels sont membres de la Big Ten Conference au sein de la NCAA Division I FBS. Après avoir été sélectionné dans la deuxième équipe de la Big Ten (2019 et 2020), il est repris dans l'équipe type All-America 2021 ainsi que dans l'équipe type de la Big Ten 2021.
Il est sélectionné en 30e choix global lors du premier tour de la draft 2022 de la NFL par la franchise des Chiefs de Kansas City. Joueur régulier lors de sa première saison avec les Chiefs, il est sélectionné dans l'équipe type des rookies 2022 par Pro Football Writers Association (en) (PFWA) et remporte 38 à 35 le Super Bowl LVII aux dépens des Eagles de Philadelphie. Au cours de ce match, il réussit deux plaquages.

## Statistiques
| Année       | Équipe                 | Statut      | MJ |       | Plaquages | Plaquages | Plaquages | Plaquages |       | Interceptions | Interceptions | Interceptions | Interceptions |  | Fumbles | Fumbles |
| Année       | Équipe                 | Statut      | MJ | Total | Seul      | Ast.      | Sacks     | Nb.       | Yards | Déf.          | TD            | Nb.           | Rec.          |  |         |         |
| 2019        | Boilermakers de Purdue | Fr          | 12 | 54    | 30        | 24        | 7,5       | 0         | 0     | 2             | 0             | 1             | 2             |  |         |         |
| 2020        | Boilermakers de Purdue | So          | 02 | 04    | 03        | 01        | 2,0       | 0         | 0     | 0             | 0             | 0             | 0             |  |         |         |
| 2021        | Boilermakers de Purdue | Jr          | 12 | 39    | 28        | 11        | 4,5       | 0         | 0     | 4             | 0             | 2             | 2             |  |         |         |
| Totaux NCAA | Totaux NCAA            | Totaux NCAA | 26 | 97    | 61        | 36        | 14,0      | 0         | 0     | 6             | 0             | 3             | 4             |  |         |         |

| Année      | Équipe                | MJ |       | Plaquages | Plaquages | Plaquages | Plaquages |       | Interceptions | Interceptions | Interceptions | Interceptions |  | Fumbles | Fumbles |
| Année      | Équipe                | MJ | Total | Seul      | Ast.      | Sacks     | Nb.       | Yards | Déf.          | TD            | Nb.           | Rec.          |  |         |         |
| 2022       | Chiefs de Kansas City | 17 | 33    | 18        | 15        | 06,0      | 0         | 0     | 7             | 0             | 0             | 2             |  |         |         |
| 2023       | Chiefs de Kansas City | 16 | 47    | 29        | 18        | 10,5      | 0         | 0     | 3             | 0             | 1             | 0             |  |         |         |
| Totaux NFL | Totaux NFL            | 33 | 80    | 47        | 33        | 16,0      | 0         | 0     | 10            | 0             | 1             | 2             |  |         |         |

| Année      | Équipe                | MJ |          | Plaquages | Plaquages | Plaquages | Plaquages |          | Interceptions | Interceptions | Interceptions | Interceptions |  | Fumbles | Fumbles |
| Année      | Équipe                | MJ | Total    | Seul      | Ast.      | Sacks     | Nb.       | Yards    | Déf.          | TD            | Nb.           | Rec.          |  |         |         |
| 2022       | Chiefs de Kansas City | 3  | 4        | 2         | 2         | 1,0       | 0         | 0        | 0             | 0             | 0             | 0             |  |         |         |
| 2023       | Chiefs de Kansas City | ?  | En cours | En cours  | En cours  | En cours  | En cours  | En cours | En cours      | En cours      | ?             | ?             |  |         |         |
| Totaux NFL | Totaux NFL            | 3  | 4        | 2         | 2         | 1,0       | 0         | 0        | 0             | 0             | 0             | 0             |  |         |         |

## Vie privée
Karlaftis est chrétien.
Il a été un jeune membre de l'équipe nationale grecque de water-polo.
Son père, Matthew, était un lanceur de javelot au sein de l'équipe d'athlétisme de l'université de Miami. Il avait essayé d'y jouer au football américain pour l'équipe des Hurricanes avant de subir une grave blessure au crâne lors de son premier entraînement,
Son frère, Yanni, a remporté à l'âge de 11 ans un championnat mondial de judo et a joué au football américain en 2021 pour les Boilermakers au poste d'outside linebacker.